# 브릴리언스 H330
브릴리언스 H330(영어: Brilliance H330) 세단 및 브릴리언스 H320(영어: Brilliance H320) 해치백 듀오는 화천자동차에서 브릴리언스 BS2 시리즈의 후속으로 출시되었던 소형 승용차이다.

## 브릴리언스 H330
브릴리언스 H330 세단은 2013년 4월 중국 자동차 시장에 출시되었으며 출고가는 65,800 위안~75,800 위안이다. 또한 준지 FSV의 후속 차종으로, 실제로 FSV 세단을 기반으로 한 대규모 페이스리프트이다.

## 브릴리언스 H320
브릴리언스 H320 해치백은 2012년 청두 오토쇼에서 데뷔하였으며 출고가는 63,800위안~78,800위안이다. 또한 준지 FRV의 후속 모델이기도 한다.

## 갤러리
- 브릴리언스 H330의 전면
- 브릴리언스 H330의 후면
- 브릴리언스 H320의 전면